# Rotenboden
Rotenboden (hay phát âm Rotaboda) là một làng của Liechtenstein, nằm ở xã Triesenberg

## Địa lý
Đây là một làng vùng núi nằm phía trên Vaduz và Triesen, ở giữa đất nước về phía bắc của Triesenberg.